# Vladimír Brodzianský
Vladimír Brodzianský (*22. července 1958, Nová Baňa) je bývalý slovenský fotbalista, obránce.

## Fotbalová kariéra
V lize hrál za DAC Dunajská Streda a za Inter Bratislava. V Poháru vítězů pohárů nastoupil ve 2 utkáních.